# Àngel Guimerà

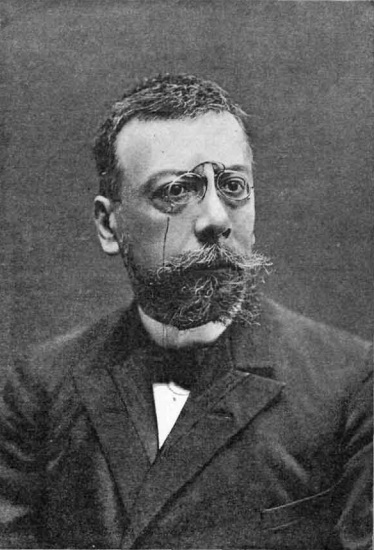
Àngel Guimerà, circa 1894.

Àngel Guimerà i Jorge, auf Spanisch Ángel Guimerá y Jorge, bisweilen auch Angel Guimerá (* 6. Mai 1845 in Santa Cruz de Tenerife, Teneriffa; † 18. Juli 1924 in Barcelona) war ein spanischer Schriftsteller, der in katalanischer Sprache schrieb. 

## Leben
Guimerà kam auf den Kanaren zur Welt; sein Vater war Katalane, seine Mutter eine Einheimische. Bereits in früher Kindheit zog er zusammen mit seiner Familie aufs Festland und ließ sich in El Vendrell (Provinz Tarragona), der Heimatstadt seines Vaters, nieder.
Später zog Guimerà nach Barcelona und blieb dort zeit seines Lebens. Er starb neun Wochen nach seinem 79. Geburtstag am 18. Juli 1924 und bekam auf Wunsch König Alfons’ XIII. ein Staatsbegräbnis auf dem Friedhof Cementiri de Montjuïc in Barcelona.

## Werk und Rezeption
Guimerà war – neben Narcís Oller und Jacint Verdaguer – ein wichtiger Vertreter der Renaixença; vor allem für das Theater schuf er einige wichtige Werke.
Sein Werk Terra baixa diente als literarische Vorlage für Eugen d’Alberts Oper Tiefland und seine Erzählung La filla del mar legte derselbe Komponist seiner Oper Liebesketten zugrunde. Die Regisseurin Leni Riefenstahl inszenierte nach der Oper den 1954 erschienenen Film Tiefland.

## Ehrungen

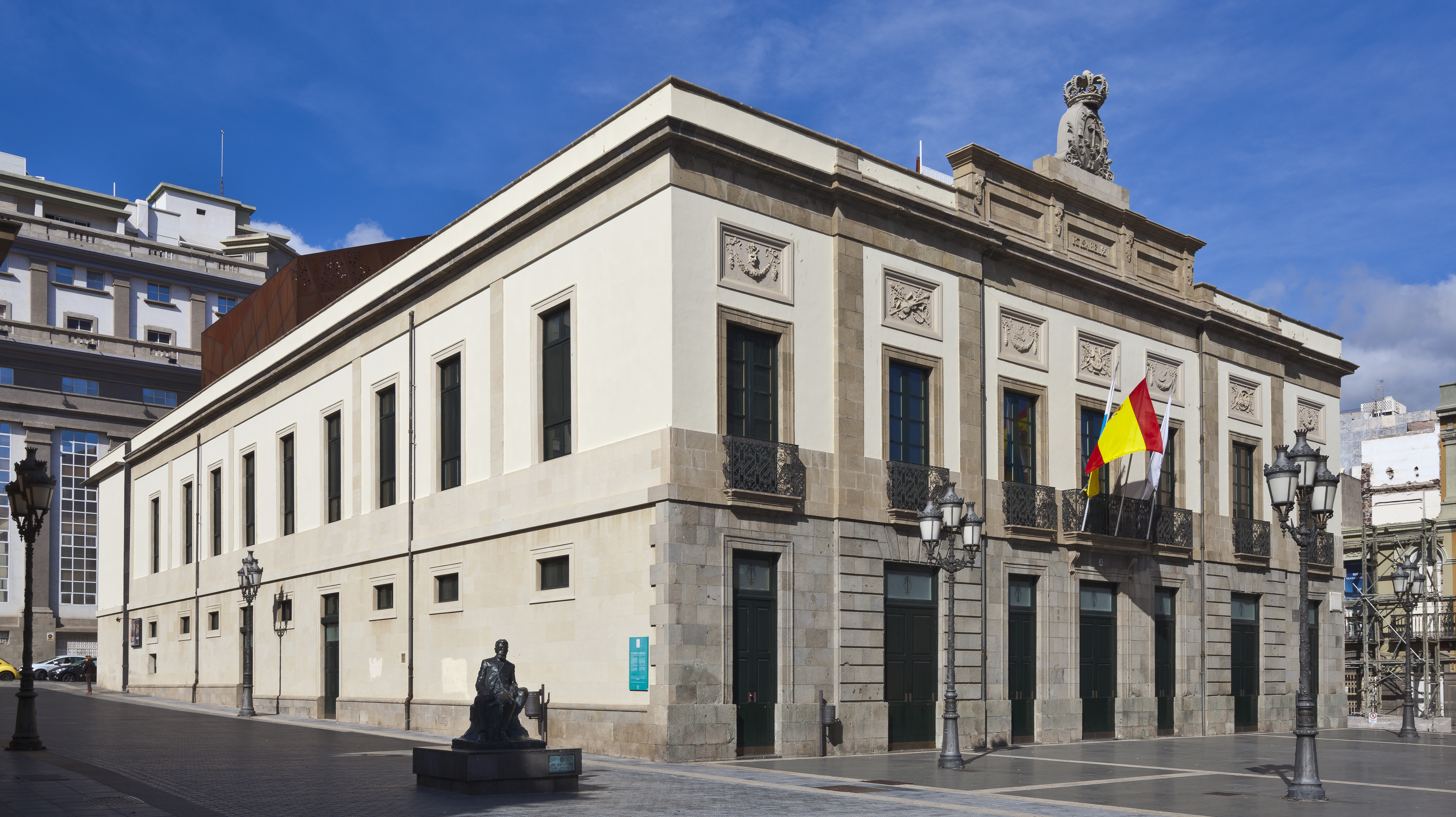
Teatro Guimerá, Santa Cruz de Tenerife.

Das Teatro Guimerá in Santa Cruz de Tenerife trägt ihm zu Ehren diesen Namen.

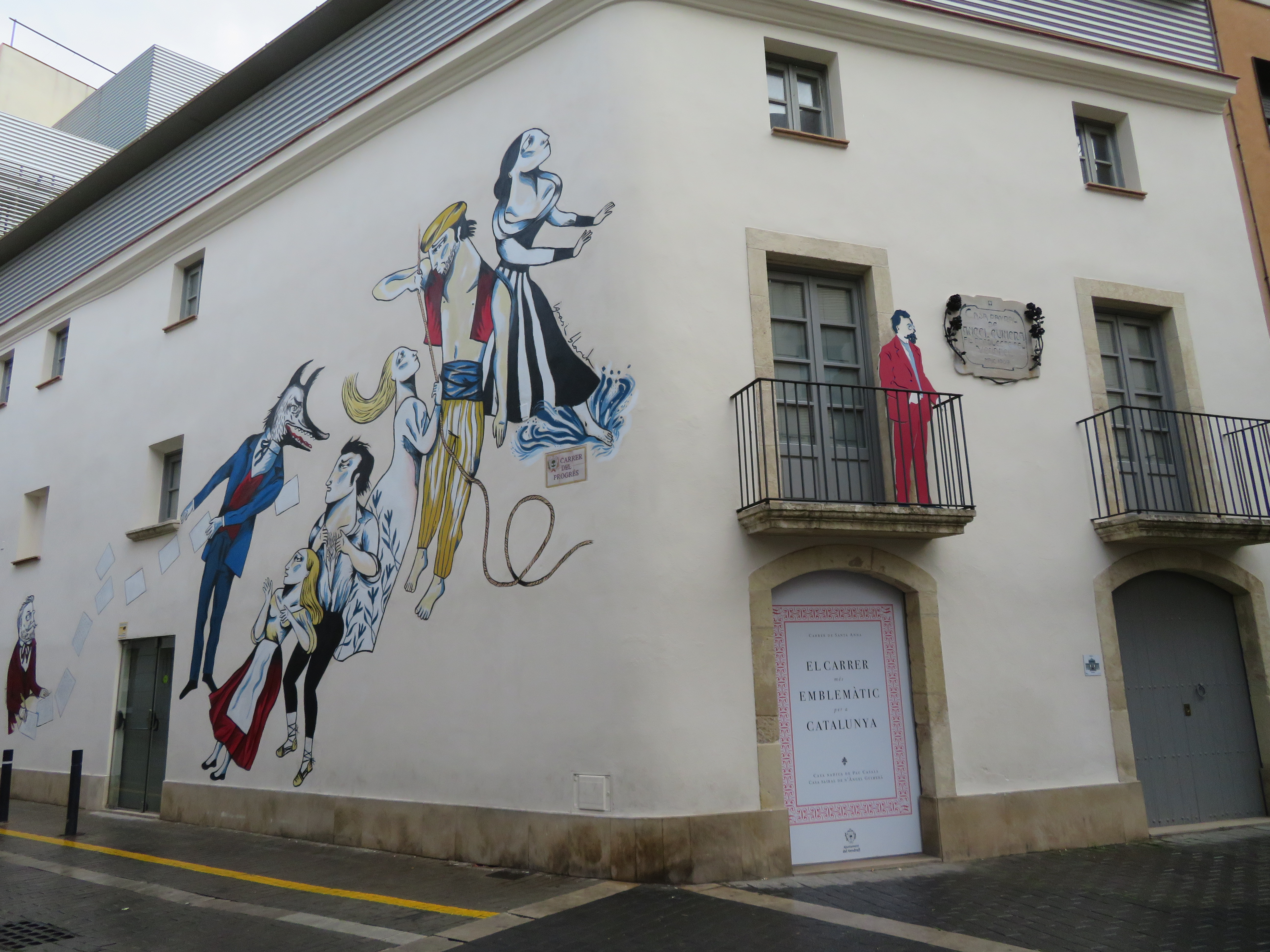
Casa y museo de Ángel Guimerá en El Vendrell, Tarragona

## Veröffentlichungen (Auswahl)
- L'ànima morta. 1892
- Terra baixa. 1896
- La filla del mar. 1900
- Aigua que corre. 1902
- Jesús que torna. 1917